# 도장초등학교 (충남)
도장초등학교는 대한민국 충청남도 천안시 동남구에 있는 공립 초등학교이다.

## 학교 연혁
- 1947년 10월 1일 도장국민학교 개교
- 1985년 3월 1일: 병설유치원 개원
- 2010년 3월 2일: 6학급 편성, 병설유치원 1학급
- 2015년 2월 13일: 제66회 13명 졸업
- 2015년 3월 2일: 6학급 편성, 병설유치원 1학급
- 2017년 2월 15일: 제67회 8명 졸업
- 2018년 2월 9일: 제69회 9명 졸업
- 2019년 1월 10일: 제70회 13명 졸업

## 참고 자료
- 도장초등학교 - 한국교육학술정보원 학교알리미